# Бандишівка
Бандиші́вка (пол. Bandyszówka)   — село в Україні, у Бабчинецькій сільській громаді Могилів-Подільського району Вінницької області. Населення становить 672 особи.

## Назва
Ймовірно, походить від  прізвіська "бандиш", що в перекладі з тюркських мов означає людину з родимими плямами.

## Історія
Станом на 1885 рік у колишньому власницькому селі Бабчинецької волості Ямпільського повіту Подільської губернії мешкало 730 осіб, налічувалось 201 дворове господарство, існували православна церква, поштова станція й постоялий будинок.
1892 в селі існувало 134 дворових господарства, проживало 1082 мешканці.
За переписом 1897 року кількість мешканців зросла до 1189 осіб (578 чоловічої статі та 611 — жіночої), з яких 1152 — православної віри.
7 (20) листопада 1917 року, відповідно до Третього Універсалу Української Центральної Ради, увійшло до складу Української Народної Республіки.
12 червня 2020 року, відповідно до Розпорядження Кабінету Міністрів України № 707-р «Про визначення адміністративних центрів та затвердження територій територіальних громад Вінницької області» увійшло до складу Бабчинецької сільської громади.
19 липня 2020 року, в результаті адміністративно-територіальної реформи та ліквідації Могилів-Подільського району (1923 — 2020), село увійшло до складу новоутвореного Могилів-Подільського району.